# Хохлатая гавайская цветочница
Хохлатая гавайская цветочница (лат. Palmeria dolei) — гавайский вид воробьинообразных птиц из трибы гавайских цветочниц (Drepanidini) внутри семейства вьюрковых (Fringillidae), выделяемый в монотипический род Palmeria. Видовое латинское название дано в честь гавайского политика Сэнфорда Доула (1844—1926).
Обитает на востоке острова Мауи; встречаются птицы во влажных лесах, в которых преобладают растения Acacia koa и Metrosideros polymorpha, на высоте от 1100 до 2300 метров над уровнем моря, но больше предпочитают местности на высоте 1500 метров. Клюв острый и слегка согнут вниз, предназначен для питания нектаром цветков растений Metrosideros polymorpha, растущих высоко в пологе леса. Помимо нектара птицы питаются и беспозвоночными, в особенности гусеницами. Длина тела — 18 см. Песни птиц состоит из низкотонных вариаций звуков — «х-гюк-гюк-гюк» или «х-кох-хех-хех», а также некоторые другие вариации.

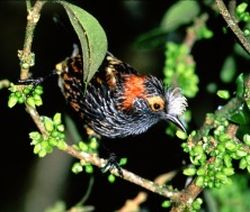

Этот вид занесён в международный список МСОП под категорией CR (находящиеся в критическом состоянии).